# شماره تلفن، لطفاً؟
شماره تلفن، لطفاً؟ (به انگلیسی: Number, Please?) یک فیلم کمدی صامت کوتاه به کارگردانی هال روچ و فرد سی. نیومیر است که در سال ۱۹۲۰ منتشر شد.

## بازیگران
- هارولد لوید
- میلدرد دیویس
- سمی بروکس
- ویلیام گیلسپی
- والاس هاو
- هال روچ
- چارلز استیونسون
- ارنی موریسون
- گیلورد لوید